# 乳酸リンゴ酸トランスヒドロゲナーゼ
乳酸リンゴ酸トランスヒドロゲナーゼ（lactate-malate transhydrogenase）は、ピルビン酸代謝酵素の一つで、次の化学反応を触媒する酸化還元酵素である。
(S)-乳酸 + オキサロ酢酸 {\displaystyle \rightleftharpoons } ピルビン酸 + リンゴ酸
反応式の通り、この酵素の基質は(S)-乳酸とオキサロ酢酸、生成物はピルビン酸とリンゴ酸である。補因子としてニコチンアミドD-リボヌクレオチドを用いる。
組織名は(S)-lactate:oxaloacetate oxidoreductaseである。